# Ness of Sound (Lerwick)

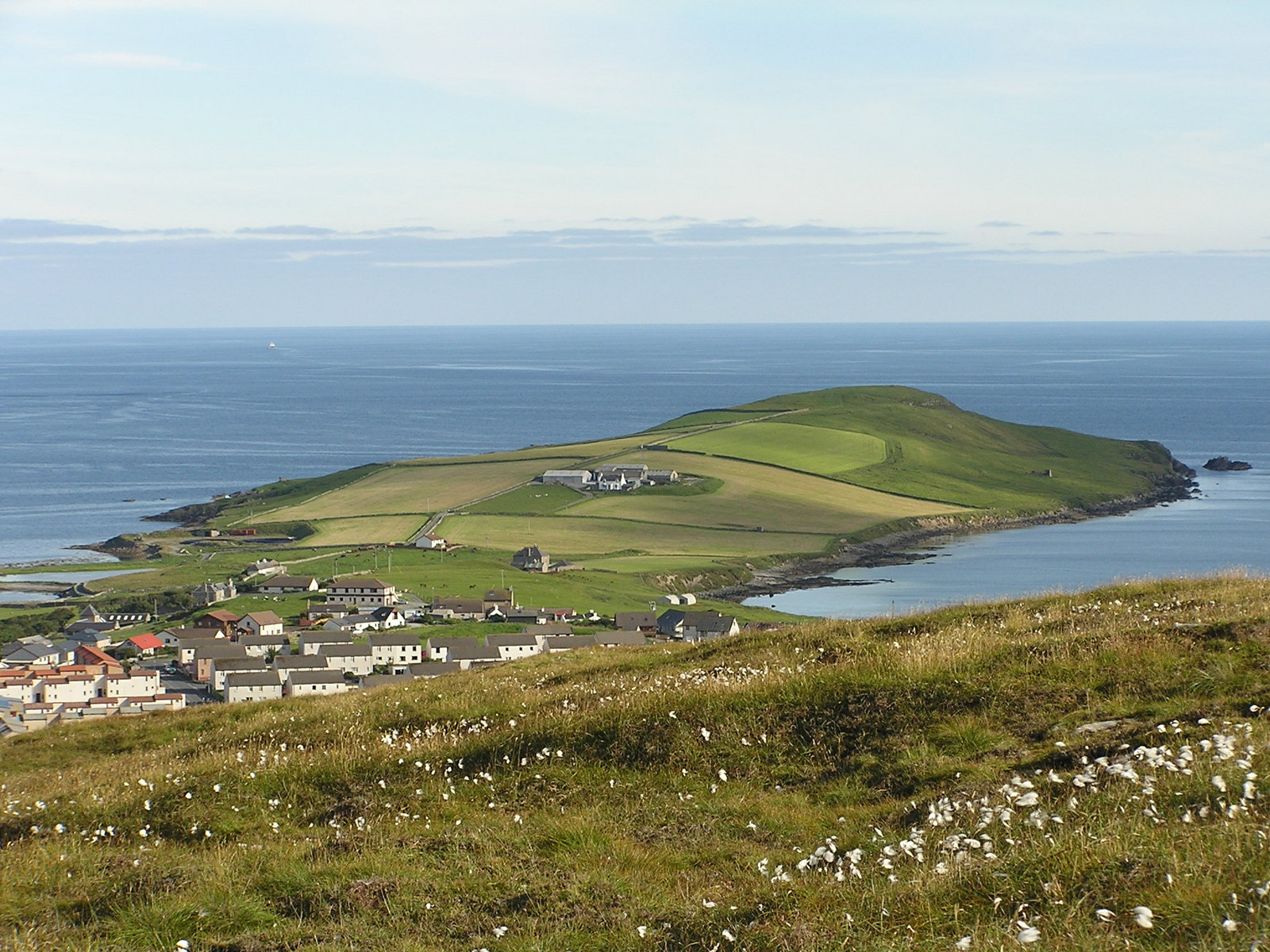
Blick vom South Staney Hill über die Halbinsel, links die Ortschaft Sound.

Ness of Sound ist eine Halbinsel im Osten von Mainland, der Hauptinsel der Shetlands. Sie liegt südwestlich der Inselhauptstadt Lerwick sowie südlich der Ortschaft Sound. Ness of Sound erstreckt sich über eine Länge von etwa 1500 Metern bei einer Breite von rund 500 Metern. Die Halbinsel trennt zwei Buchten der Nordsee voneinander, Brei Wick im Osten sowie Voe of Sound im Westen. An der Ostküste finden sich die Überreste einer Küstenartillerie aus dem Jahre 1940. Sie sind als Scheduled Monument ausgewiesen und stehen somit unter Denkmalschutz.